# Simms (Montana)
Simms es un lugar designado por el censo ubicado en el condado de Cascade en el estado estadounidense de Montana. En el Censo de 2010 tenía una población de 354 habitantes y una densidad poblacional de 17,79 personas por km².

## Geografía
Simms se encuentra ubicado en las coordenadas 47°29′33″N 111°57′13″O / 47.49250, -111.95361. Según la Oficina del Censo de los Estados Unidos, Simms tiene una superficie total de 19.9 km², de la cual 19.88 km² corresponden a tierra firme y (0.12%) 0.02 km² es agua.

## Demografía
Según el censo de 2010, había 354 personas residiendo en Simms. La densidad de población era de 17,79 hab./km². De los 354 habitantes, Simms estaba compuesto por el 92.94% blancos, el 0.56% eran afroamericanos, el 2.54% eran amerindios, el 0.56% eran asiáticos, el 0% eran isleños del Pacífico, el 1.13% eran de otras razas y el 2.26% pertenecían a dos o más razas. Del total de la población el 1.41% eran hispanos o latinos de cualquier raza.